# أندري كونيشنكو
اندري كونيشنكو (بالأوكرانية: Андрій Вікторович Конюшенко) (2 أبريل 1977 بكييف في أوكرانيا - ) هو لاعب كرة قدم أوكراني في مركز الدفاع. لعب مع زوريا لوهانسك وميتالوره زابورجيا ونادي شاختار دونيتسك ونادي ميتاليست خاركيف وFC Poltava ‏ وFC Obolon Kyiv ‏ ونادي فولين لوتسك ونادي إيليتشيفيتس ماريوبول.

## وصلات خارجية
- أندري كونيشنكو على موقع الاتحاد الأوربي (الإنجليزية)
- أندري كونيشنكو على موقع اتحاد أوكرانيا (الإنجليزية)
- أندري كونيشنكو على موقع قاعدة بيانات كرة القدم.إي يو (الإنجليزية)
- أندري كونيشنكو على موقع Soccerway.com (الإنجليزية)
- أندري كونيشنكو على موقع عالم كرة القدم.نت (الإنجليزية)